# NEW WORLD (BACK-ONのアルバム)
『NEW WORLD』（ニュー ワールド）は、BACK-ONの4枚目のミニアルバム。2006年11月22日にcutting edgeから発売された。

## 概要
ジャケット写真の撮影場所は、お台場である。
この作品を最後に、ドラムのMACCHINが脱退した。

## 収録曲
全作詞：TEEDA & KENJI03、作曲：BACK-ON、JINプロデュースである。
1. NEW WORLD [3:12]
今作のリード曲として、PVが制作された。フルアルバム『YES!!!』にも収録されている。
2. Chain (Album Mix) [3:41]
1stシングルのアルバムバージョン。ノイズが追加されている。
3. RAIN [4:03]
4. ヒカリサスホウ [3:38]
アニメ『MURDER PRINCESS』のオープニングテーマとなっているが、今作に収録されているのは新録であり、アニメ版「ヒカリサスホウ (FK Metal ver.)」は、2005年6月8日に発売されている、Airstrike,ピンクフラミンゴMG,BACK-ON名義のスピリットアルバム『Survive』に同曲名で収録されているものを、アニメOP用に約1分半バージョンが新録されたものである。その為、若干のアレンジ変更があるが、FK Metal ver.のCD化は現在もされていない。
本作に収録されている今曲は、『YES!!!』にも収録された。
2番のサビのあとに、歌詞カードには記載されていないが、TEEDAのラップが追加されている。
5. DRIVE [2:50]
『YES!!!』にも収録された。翌年に発売された4thシングル「Butterfly」に、「首都高 REMIX」というアレンジ版が収録された。
6. Make Some Noise [3:29]
サビが裏歌詞となっている。ほとんどライブを意識している。